# Hanna Jaff
Hanna, Marquesa de Guadiaro (nascida Hanna Jazmin Jaff Bosdet, 4 de novembro de 1986), é uma personalidade de televisão, política, filantropa, oradora, autora, produtora executiva e ativista. Ela é reconhecida por ser a primeira mexicana a ingressar na aristocracia britânica. Ela é casada com Lord Francisco de Borja Queipo, 6º Marquês de Guadiaro e filho mais velho do 12º Conde de Toreno.

## Início de vida e Educação
Hanna é de Tijuana, mas nasceu em San Diego.
Ela é membro da tribo Jaff, descendente paterna de Mohamed Pasha Jaff e descendente materna de Carlos Henry Bosdet. A sua mãe nasceu no México.
Depois de terminar o liceu em San Diego, Jaff concluiu o bacharelato em Psicologia e os cursos secundários de Justiça Criminal e Ciência Política na Universidade Nacional. Mais tarde, concluiu um mestrado em Relações Internacionais na Universidade de Harvard University, em Cambridge, Massachusetts. Além disso, frequentou intermitentemente La Sorbonne University, King's College em Londres e Columbia University em Nova Iorque para programas alargados durante e após a conclusão dos seus estudos.

## Filantropia e ativismo
Jaff foi palestrante em três eventos TEDx Talks no México, além de debatedora no Instituto Milken e nas Nações Unidas.
Jaff foi oradora em três TEDx Talks, nas Nações Unidas, bem como em mais de 80 universidades sobre direitos humanos, paz e educação.
Em 2013, fundou uma organização sem fins lucrativos, a Fundação Jaff para a Educação, para ensinar inglês a imigrantes e refugiados. A organização trabalha para organizar eventos de caridade. Lançou campanhas de não-discriminação para apoiar imigrantes e refugiados. A partir de 2016, tem locais em todos os principais estados do México e tem mais de 7.000 voluntários activos que trabalham para eles, beneficiando mais de 120.000 pessoas. Com esse objetivo, Jaff autopublicou quatro livros de inglês autodidata e criou bolsas de estudo, que a fundação doa a estudantes.
Em 2013, organizou o primeiro festival curdo de sempre no México, que foi o maior festival realizado fora do Curdistão.
Em 2017, Jaff lançou uma linha de vestuário com a marca We Are One Campaign para apoiar as vítimas da guerra no Médio Oriente.
Em 2021, Jaff foi nomeada Embaixadora da Bondade para a campanha global MGEIP da UNESCO.
Em 2022, foi produtora executiva de um filme de animação: "Águila y Jaguar: Los Guerreros Legendarios".

## História política
Entre 2013 e 2018, Jaff ocupou diversos cargos políticos de âmbito nacional no Partido Revolucionário Institucional do México, como Subsecretária de Imigrantes, Subsecretária de Relações com a Sociedade Civil, entre outros:
- 2017 - 2018; Subsecretária de Relações com a Sociedade Civil no Comité Executivo Nacional do Partido Revolucionário Institucional.[43]
- 2015; Candidata a Deputada Federal, Partido Verde Ecologista do México.[44]
- 2014 - 2015; Secretária Geral Nacional da Expresión Juvenil Revolucionaria do Partido Revolucionário Institucional.[45][46]
- 2013 - 2015; Subsecretário de Imigrantes no Comité Executivo Nacional do Partido Revolucionário Institucional.[47]
- 2013 - 2014; Secretário Geral de Gestão Social da Frente Juvenil Revolucionária.[48]
- 2013; Embaixador de Turismo do Estado de Morelos, México.[49][50]

## Prémios
Jaff recebeu prémios como o de "Representante Honorário do Curdistão Garmiano para a América Latina". Outros prémios incluem:
- "100 mulheres mais poderosas do México 2022" pela Forbes.
- "Woman of Distinction 2020" pelo 78.º Distrito da Assembleia em San Diego.
- "100 mulheres mais poderosas do México 2019" pela Forbes.
- "As 10 mulheres mais poderosas da Baixa Califórnia" pelo jornal Infobaja.
- "30 abaixo dos 30" mexicanos de maior sucesso pela revista Entrepreneur.
- "200 Leaders of Tomorrow under 30" pelo St. Gallen Symposium na Suíça.

## Televisão realidade
Em agosto de 2018, a Netflix anunciou que Jaff seria um dos membros do elenco da série de televisão Made in Mexico, que começou a ser exibida a 28 de setembro de 2018.

## Vida pessoal
Jaff foi pedido em casamento seis vezes, noivou três vezes, casou-se duas vezes e se divorciou uma vez.
Jaff casou-se com Harry Roper-Curzon em fevereiro de 2020 e se divorciou dois anos depois devido a abusos financeiros e domésticos cometidos por ele.
Em setembro de 2022, ela se casou com o aristocrata espanhol O Excelentíssimo Senhor Francisco de Borja Queipo de Llano, Grande da Espanha, Marquês de Guadiaro, Cavaleiro da Real Maestranza de Cavalaria de Granada e herdeiro do Conde de Toreno e outros títulos menores.